# Homorod
Homorod (en allemand: Hamruden, en hongrois: Homoród) est une commune roumaine du județ de Brașov, dans la région historique de Transylvanie. Elle est composée des trois villages suivants:
- Homorod, siège de la commune
- Jimbor (Sommerburg/Székelysombor)
- Mercheașa (Streintforth/Mirkvásár)

## Localisation
Homorod s'élève dans la dépression des Homorods, fait partie du județ de Brașov, et se situe à 4 km du ville Rupea, à 35 km du Sighișoara et à 68 km du chef-lieu du județ : Brașov.

## Démographie
Lors du recensement de 2011, 47,8 % de la population se déclarent roumains, 28,47 % comme hongrois, 18,01 % comme roms et 1,22 % comme allemands (4,43 % ne déclarent pas d'appartenance ethnique et 0,04 % déclarent appartenir à une autre ethnie).

## Politique
| Période | Période  | Identité         | Étiquette | Qualité |
| ------- | -------- | ---------------- | --------- | ------- |
| 2008    | 2016     | Sorin Mănduc     | PNL       |         |
| 2016    | En cours | Gheorghe Sucaciu | FDGR      |         |

| Parti | Parti                          | Sièges |
| ----- | ------------------------------ | ------ |
|       | Parti national libéral (PNL)   | 5      |
|       | Parti social-démocrate (PSD)   | 4      |
|       | UDMR (UDMR)                    | 2      |
|       | Parti national démocrate (PND) | 1      |
|       | Parti des Roms « Pro-Europe »  | 1      |

## Monuments et lieux touristiques
- Église évangélique fortifiée de Homorod (construite aux XIIIe et XVIIIe siècles), monument historique[3]
- Église évangélique fortifiée de Mercheașa (construite au XIIIe siècle), monument historique
- Église évangélique du village de Jimbor (construite en 1781), monument historique
- La forterese de Jimbor (construite au XIIIe siècle), monument historique